# FK Sahdag Qusar
FK Sahdag Qusar is een Azerbeidzjaanse voetbalclub uit Qusar. De club werd in 1992 opgericht en speelt in de Eerste Divisie.
Bakoe Sportinq ·
Cəbrayıl ·
Difai Ağsu ·
İmişli ·
Karvan Yevlax ·
Mingəçevir ·
MOIK ·
Qäbälä ·
Qaradağ ·
Zaqatala